# 画帖
画帖（がじょう）とは肉筆画の一種である。
絵を集めた折り本、またはとじ本､画集｡

## 概要
すでに完成した別々の小画面の絵を纏めて台紙に貼り付けて、1冊に綴じたものを指す。予め、画紙を綴じた台紙に、画家が直接絵を描き込む場合もある。その内容は直接描かれるものとしては、下絵、写生、席画が多い。両面に絵があるものと、片面のみのものとがあり、絵画の手本としてまたは個人の鑑賞用として制作された。特に円山派、四条派、文人画派はこうした形式の作品を多く遺している。